# Franz Obert
Franz Obert (6. října 1828 Tătîrlaua – 9. září 1908 Brašov) byl rakouský evangelický duchovní, pedagog, spisovatel a politik německé národnosti ze Sedmihradska, v 2. polovině 19. století poslanec Říšské rady.

## Biografie
Byl synem faráře. V letech 1847–1850 studoval na Lipské univerzitě evangelickou teologii a filologii. Během studií byl ovlivněn myšlenkami mladoněmeckého hnutí a byl aktivní během revolučního roku 1848. Musel ale opustit Německo a působil pak jako novinář ve Vídni. V roce 1852 se stal učitelem na gymnáziu v sedmihradském Mediașu. Od roku 1860 byl farářem v Șoala, od roku 1869 ve Valea Viilor a od roku 1881 působil jako městský farář v Brašově. Publikoval řadu statí na téma pedagogiky a učebnic. Od roku 1861 vydával list Schul- und Kirchenzeitung, od roku 1866 Schul- und Kirchenboten. Od roku 1869 pořádal vzdělávací kurzy pro učitele obecných škol. Psal také prózy, ve kterých využíval sedmihradské německé nářečí, na jehož výzkumu a dokumentaci se podílel.
Po obnovení ústavní vlády se zapojil do politiky. Od roku 1863 do roku 1864 byl poslancem nově ustaveného Sedmihradského zemského sněmu. Zemský sněm ho roku 1864 delegoval i do Říšské rady (tehdy ještě volené nepřímo) za Sedmihradsko. 12. listopadu 1864 složil slib. Na Říšské radě patřil ke klubu liberální levice (takzvaná Ústavní strana, liberálně a centralisticky orientovaná, odmítající federalistické tendence neněmeckých národností) pod vedením Karla Giskry.